# Furoato de diloxanida
El furoato de diloxanida es un medicamento que se emplea como tratamiento de las infecciones por amebas. Está indicado en personas con infección intestinal persistente por entamoeba histolytica que cursa sin síntomas, pero con expulsión de quistes del parásito a través de las heces. La dosis habitual el 500 mg cada 8 horas durante 10 días en adultos. Los efectos secundarios más frecuentes que ocasiona son vómitos, picor (prurito) y urticaria. Está contraindicada su utilización en caso de embarazo o lactancia. El furoato de diloxanida se encuentra en la lista de medicamentos esenciales de la Organización Mundial de la Salud.

## Seguridad y eficacia
Un estudio realizado en Estados Unidos a lo largo de 13 años entre 1977 y 1990, determinó una baja incidencia de efectos secundarios tras la administración del medicamento. Logró erradicar la infección en el 86% de los pacientes tratados (portadores intestinales de Entamoeba histolytica libres de síntomas).

## Mecanismo de acción del Furoato de Diloxanida
El mecanismo de acción del Furoato de Diloxanida no es claro, sin embargo se cree que la forma no absorbida del compuesto es la que tiene la acción amebicida.3